# アルフレッド・キンゼイ

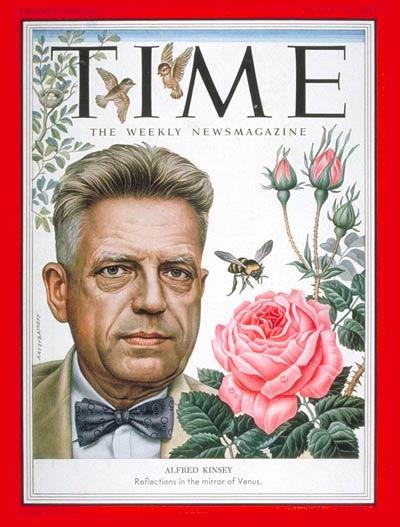
『タイム』の表紙を飾ったキンゼイ（1953年）

アルフレッド・チャールズ・キンゼイ（英語: Alfred Charles Kinsey [ˈkɪnzi], 1894年6月23日 - 1956年8月25日）は、アメリカの性科学者・動物学者。

## 性研究への目覚め
エンジニアであり、宗教的に厳格な父の下に育てられ、少年期は禁欲的な生き方を余儀なくされた。エンジニアになることを求める父に反発し、幼い頃から興味のあった昆虫研究を続けるため工科大学を中退。ボウディン大学、ハーバード大学に学び、分類学の博士号を取得する。インディアナ大学でタマバチの研究に携わり、同分野の第一人者として注目を浴びていた最中、学生からの質問をきっかけに人間の性行動に興味を持ち、それまで学んできた昆虫研究における統計手法を人間に適用することで人間の性の実態を明らかにしようと試みた。

## 私生活
1921年、キンゼイは、後に共同研究者ともなる生物学者のクララ・マクミラン（en）と結婚している。キンゼイ自身は異性愛者であったとも両性愛者であったとも言われているが、本人は人間を異性愛者・両性愛者・同性愛者などとカテゴライズする価値観に反対しており、キンゼイ報告の第一巻で彼は次のように述べている。
男性は、異性愛と同性愛という二種類に分離した個体群からなるわけではない。この世は善と悪にはわかれない。すべてが黒いわけでも、すべてが白いわけでもない。自然が不連続なカテゴリーとしてふるまうことがめったにないのは分類学の基本である。ただ人類だけが分類を発明し、事実をむりやり分類棚に押し込めようとするのだ。
1956年8月25日、インディアナ州のブルーミントンの病院で心臓病と肺炎が原因で死去した。
2004年に制作された彼の伝記映画『愛についてのキンゼイ・レポート』では、リーアム・ニーソンがアルフレッド・キンゼイを演じた。この映画ではキンゼイの当時の社会的感覚でいえば「破廉恥」と捉えられかねない私生活の内容は、控えめにしか描かれていない。

## キンゼイ報告とその後
1948年と1953年、アメリカの白人男女約18,000人の性に関する調査報告、いわゆるキンゼイ報告を発表。性科学の分野の地平を開いた。報告は数年にも及ぶ膨大なアンケートと面接調査をもとにしたものであった。
成人男性の三割・成人女性の二割は同性愛的傾向を持つこと、女性もマスターベーションをすること、精子の飛距離を測定し勢いよく子宮に浴びせなくても妊娠率には影響しないことなどを発表し一大センセーションを巻き起こす。当初は反発を受けたが、信仰に基づいた性の「かくあるべき」という通念を排し、実際に「どうあるか」を知らしめたことで、その後の医学の発展や女性の権利向上に大いに影響を与えたとされる。また、膣の収縮には肛門括約筋が関係していることを発見した。
しかし、実際は「ランダム」であるべきサンプルの内の25％は刑務所にいたことのある前科犯、5％は男娼であることなどバイアスがかかっているという批判もある。(外部リンク参照)一方で、これらのバイアスを取り除いても似たような結果になるという再反論も存在する。また別の批判として、社会的タブーの情報を面接で収集すると、そのようなタブーを躊躇無く論じることが出来る者がサンプルに多く含まれる、よって面接による収集という手法そのものがこのような内容の問題においてはバイアスであり、サンプルから全体を推察するという統計の目的上は無意味であるという批判が報告の出版当時から学者の間で存在した。
このように、多くの論争を招いたキンゼイ報告だが、現在でもその内容が引用されることが多く、もっとも重要な調査文献の一つとなっている。